# Liste der Kulturdenkmäler in Welschenbach
In der Liste der Kulturdenkmäler in Welschenbach sind alle Kulturdenkmäler der rheinland-pfälzischen Ortsgemeinde Welschenbach aufgeführt. Grundlage ist die Denkmalliste des Landes Rheinland-Pfalz (Stand: 27. Oktober 2023).

## Einzeldenkmäler
| Bezeichnung                  | Lage                                                  | Baujahr | Beschreibung                                                              | Bild                                    |
| ---------------------------- | ----------------------------------------------------- | ------- | ------------------------------------------------------------------------- | --------------------------------------- |
| Kapelle St. Antonius Eremit  | Niederwelschenbach, Achter Weg 4 Lage                 |         | barocker Saalbau; mit Ausstattung                                         | Fotos hochladen                         |
| Kreuz                        | Niederwelschenbach, St. Joster Weg, hinter Nr. 1 Lage | 1756    | Kreuz, bezeichnet 1756                                                    | BW                                      |
| Wegekreuz                    | Oberwelschenbach, Brunnenstraße                       | 1710    | Wegekreuz, bezeichnet 1710                                                | Direkt Bild zu diesem Denkmal hochladen |
| Wegekreuz                    | Oberwelschenbach, Brunnenstraße, gegenüber Nr. 5 Lage | 1703    | Wegekreuz, Nischentyp, bezeichnet 1703                                    | BW                                      |
| Kapelle St. Johannes Baptist | Oberwelschenbach, Kapellenweg 6 Lage                  | 1670    | Saalbau, bezeichnet 1670; Wegekreuz, Nischentyp, 17. oder 18. Jahrhundert | Fotos hochladen                         |